# (3463) Kaokuen
(3463) Kaokuen ist ein Asteroid des Hauptgürtels, der am 3. Dezember 1981 am Purple-Mountain-Observatorium in Nanjing entdeckt wurde.
Der Asteroid wurde am 3. Mai 1996 nach dem späteren Physiknobelpreisträger Charles Kuen Kao, einem Pionier auf dem Gebiet der Glasfaseroptik und Telekommunikation, benannt.